# Aaresteg Mülimatt
Der Aaresteg Mülimatt ist eine Geh- und Radwegbrücke über den rechten Arm der Aare, die das Mülimatt-Sportausbildungszentrum des Kantons Aargau in Windisch mit der Insel Geissenschachen und den dortigen Sportanlagen verbindet.
Der Steg liegt auf dem Gebiet der Einwohnergemeinde Windisch in unmittelbarer Nachbarschaft zur Einwohnergemeinde Brugg, die der Bauherr des Steges war und den Hauptanteil seiner Finanzierung übernahm. Die anderen Anteile entfielen auf die Fachhochschule Nordwestschweiz (FHNW), den Kanton, die Gemeinde Windisch und Eigenleistungen der Armee.
Der von Conzett Bronzini Gartmann entworfene und zwischen Oktober 2009 und August 2010 errichtete Steg ist mit einer Länge von 183 m die längste Spannbandbrücke der Schweiz. Der 3 m breite Steg hat zwischen den Geländern einen 2,7 m breiten Geh- und Veloweg. Seine Widerlager sind als Ankerblöcke für das Spannband ausgebildet und in 10 m Tiefe rückverankert, um die grossen Zugkräfte in den Untergrund zu leiten.
Der Steg wird von zwei Pfeilern mit Pfeilerachsabständen von 35 + 78 + 35 + 35 m gestützt. Der Durchhang in der Hauptspannweite beträgt rund 1,1 m, was einer Steigung von weniger als 6 % entspricht. Der Steg kann daher auch von Rollstuhlfahrern benutzt werden. Die Pfeiler bestehen aus 4 × 4 stählernen Stützen und Streben, die mit einem gekrümmten stählernen Sattelrahmen verbunden sind, auf denen Gleitlager die Bewegung des Spannbandes in Längsrichtung ermöglichen. Das Spannband besteht aus vier durchgehenden Stahlbändern, die einen Verbund mit einer rund 17 cm dicken Spannbetonplatte bilden.
In die Geländer sind LED-Leuchten integriert, die nachts ein schachbrettartiges Muster auf dem Steg bilden.

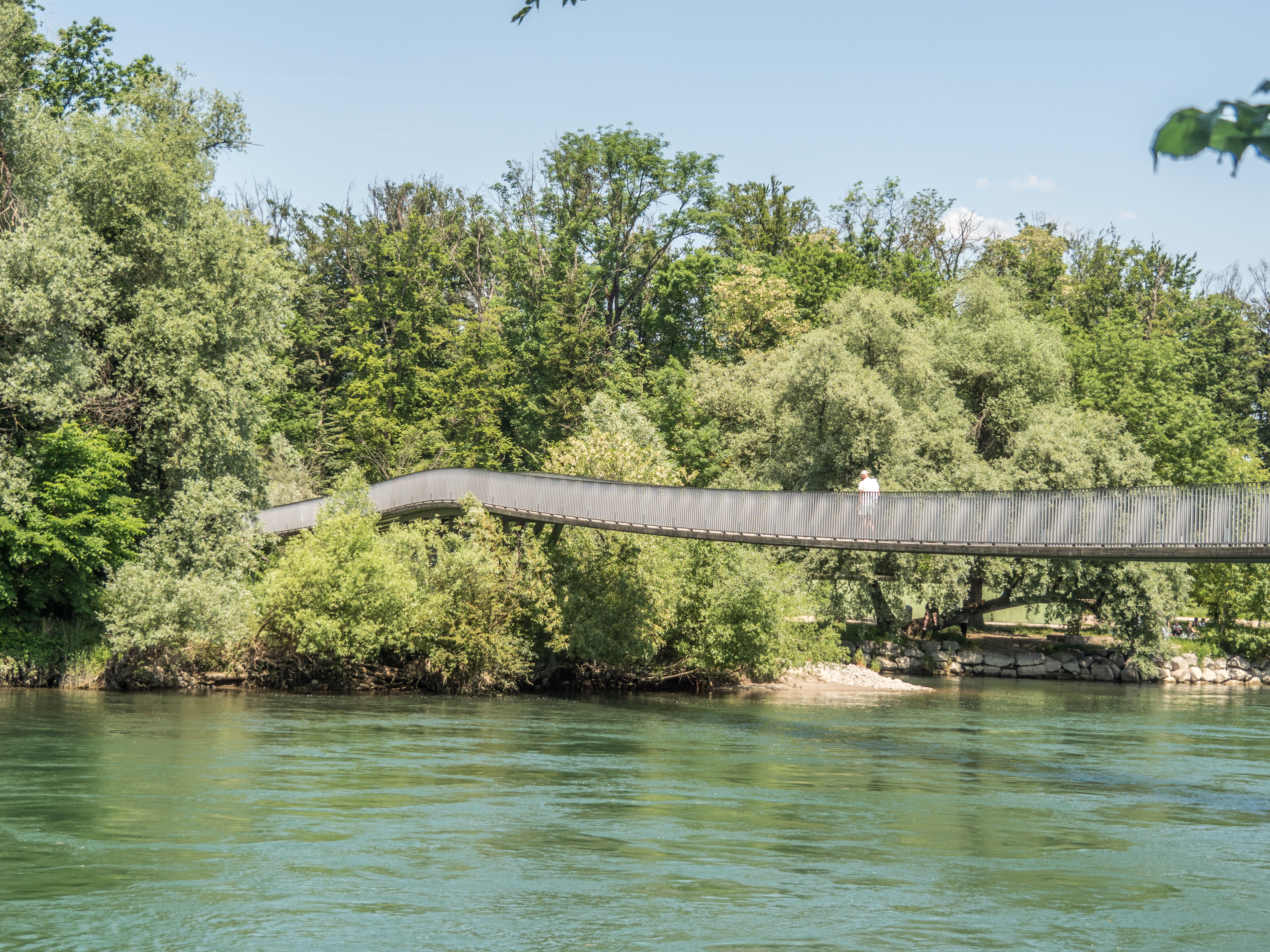
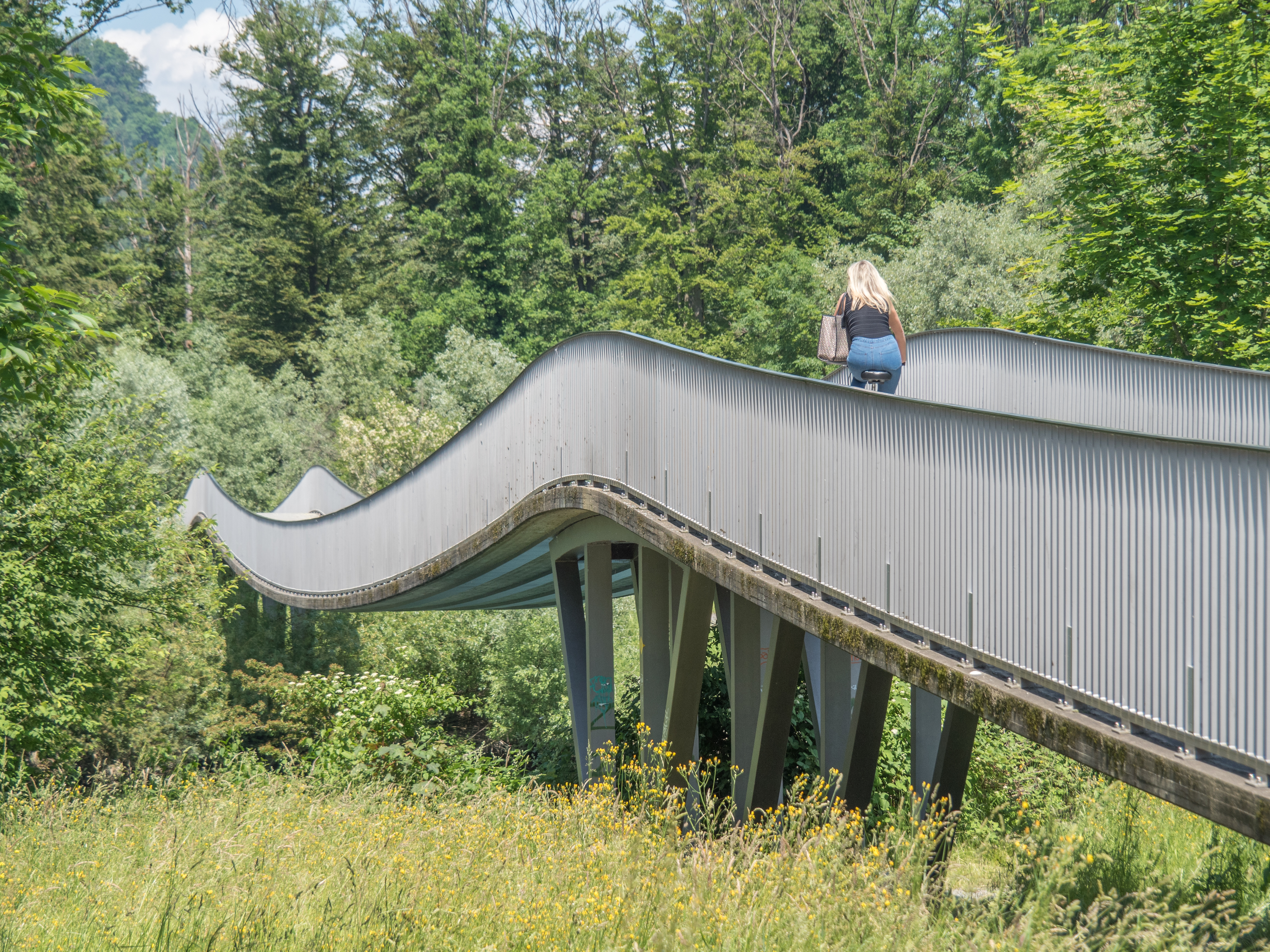
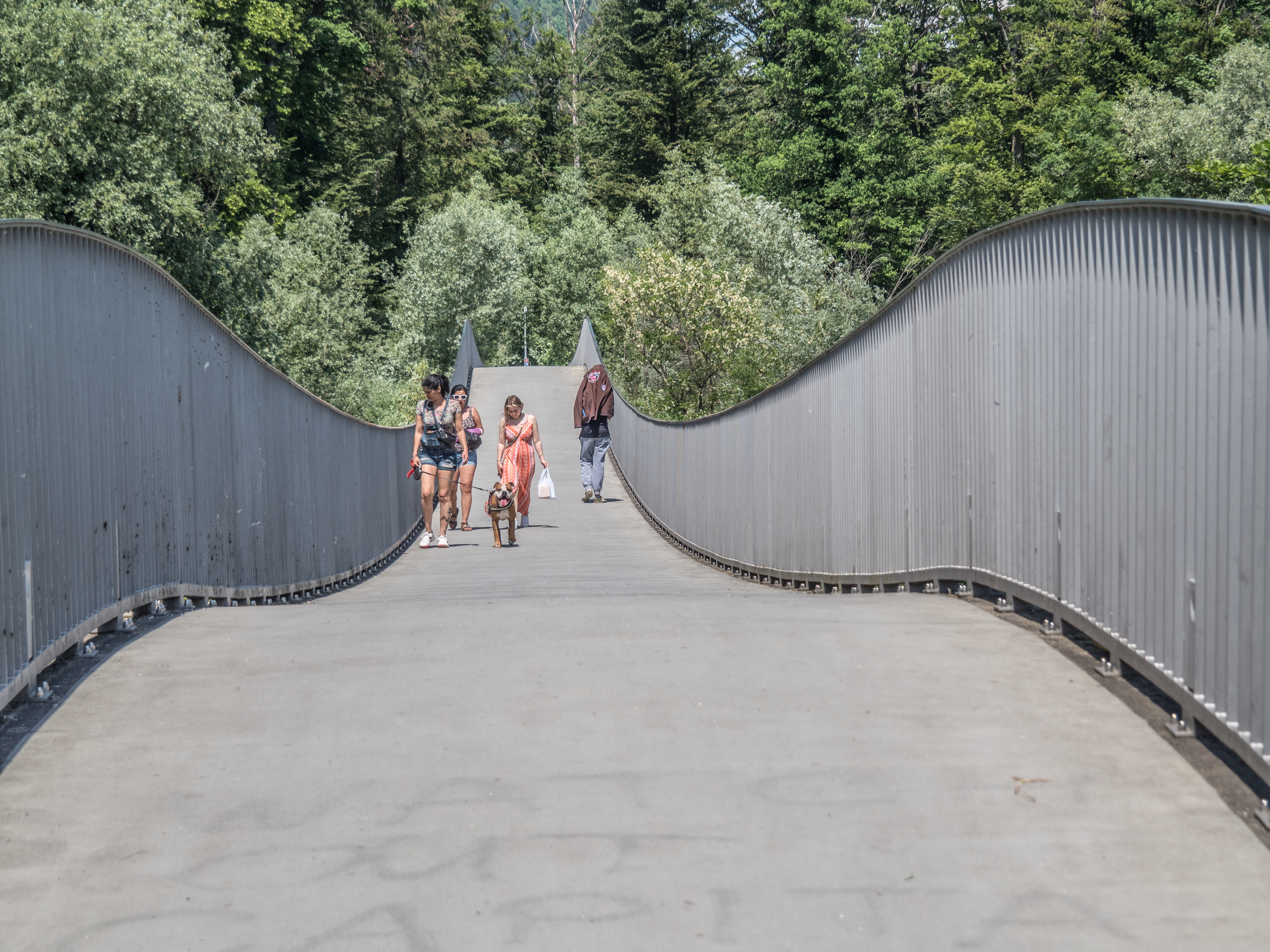
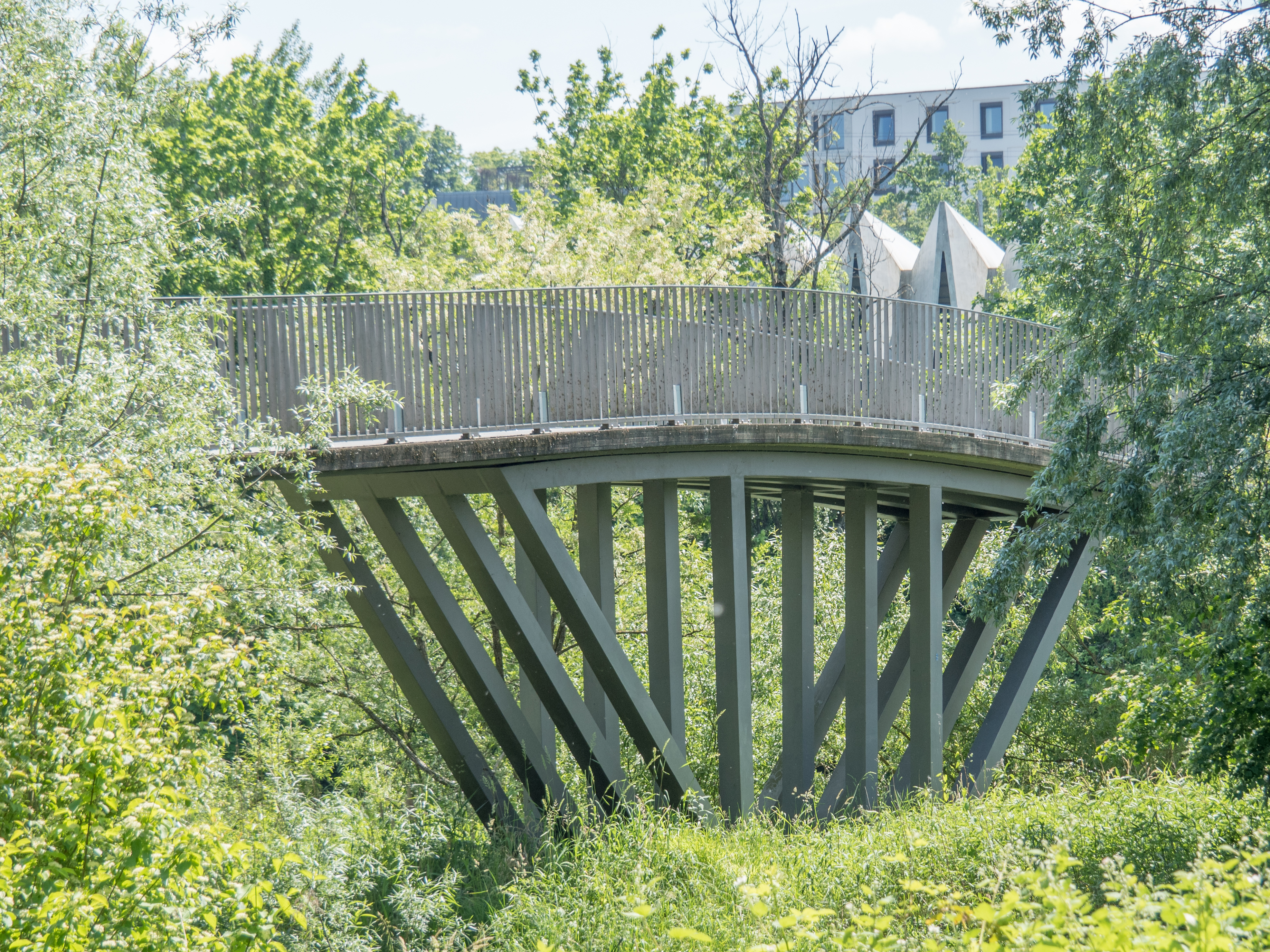
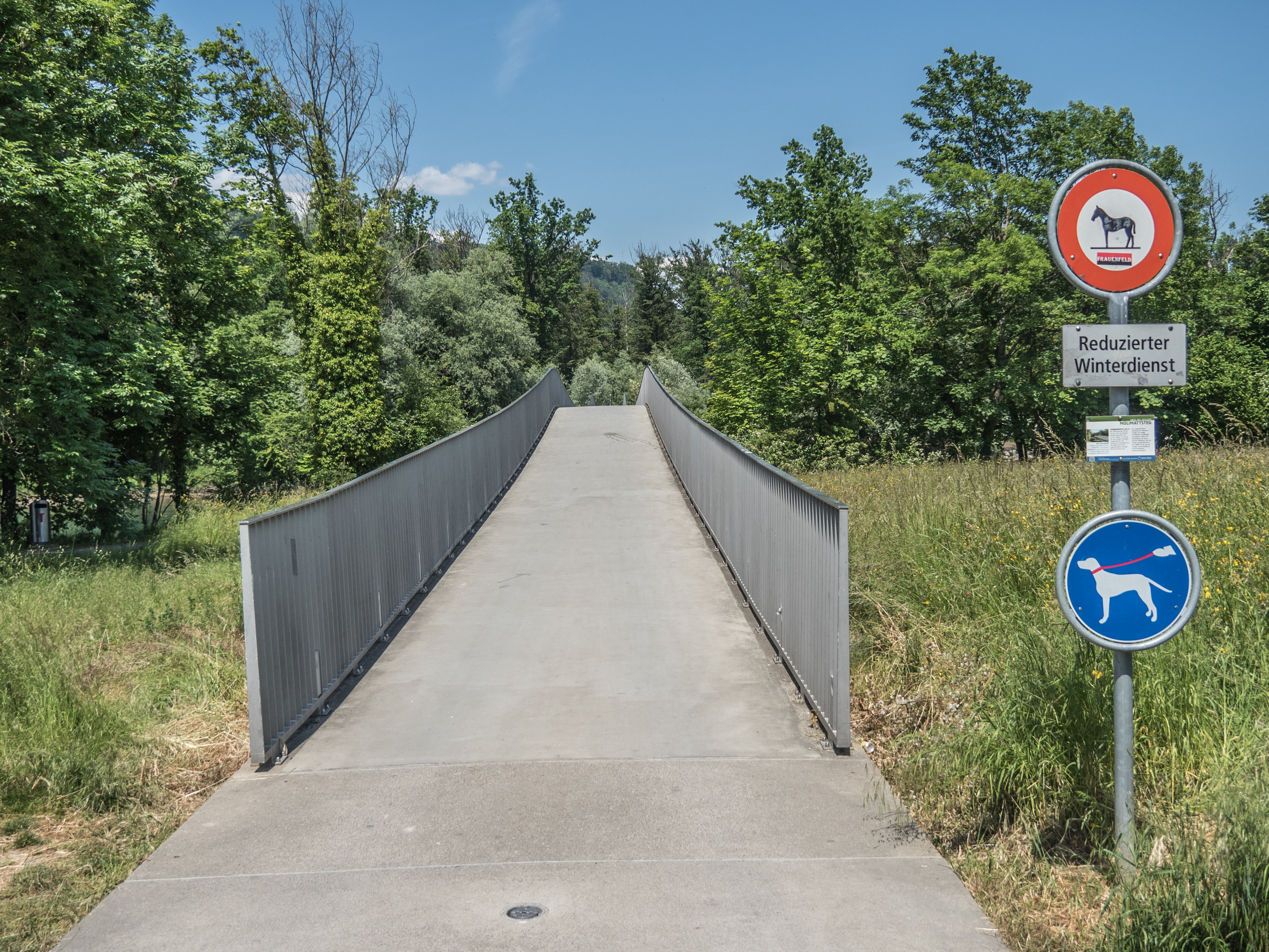
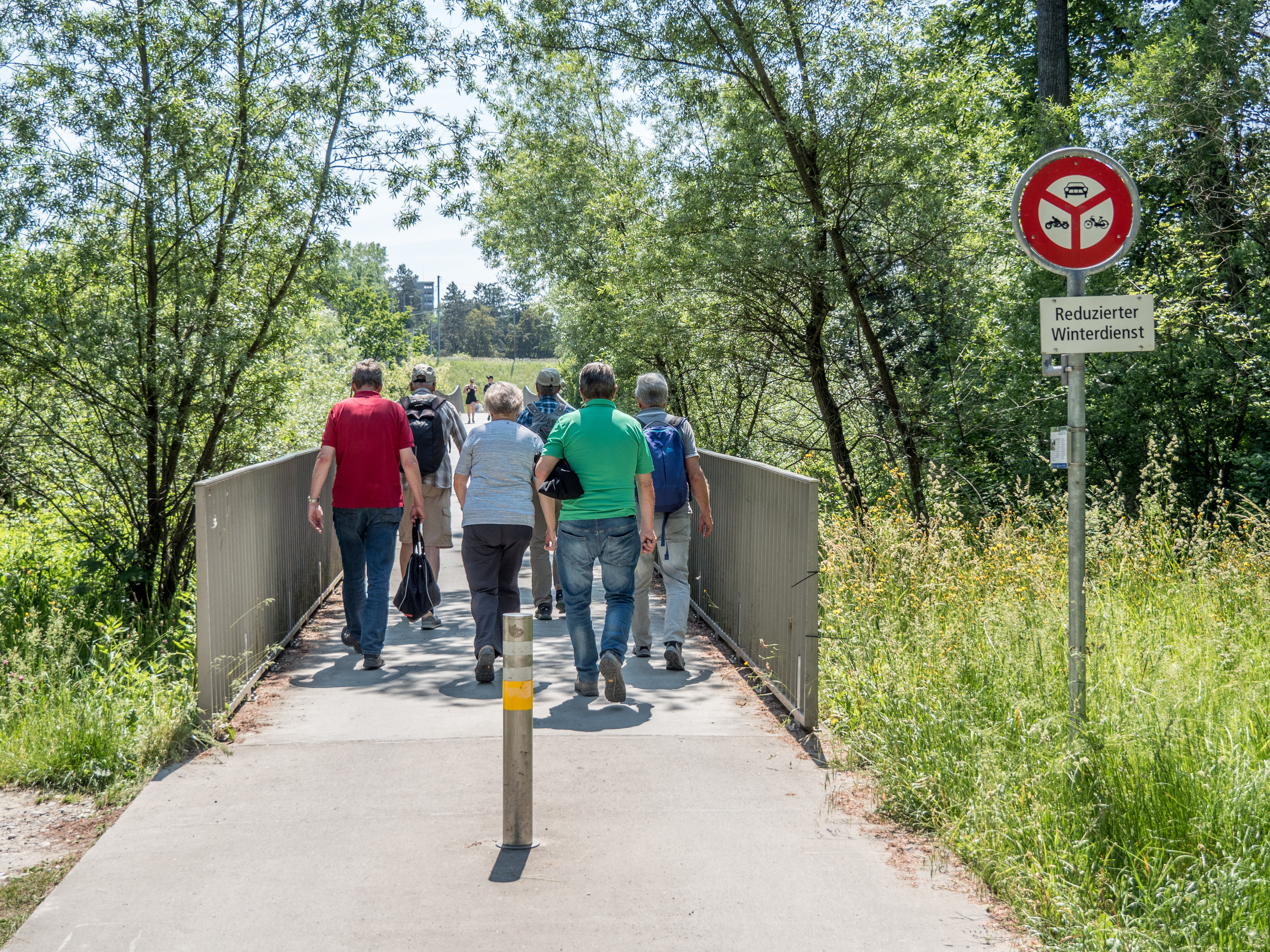